# Power-up
Power-up ist ein Begriff aus der Welt der Computerspiele, sowohl im PC-Bereich als auch auf Spielkonsolen und Arcade-Automaten. Ein Power-up ist ein Objekt, das die Spielfigur mit besonderen Fähigkeiten ausstattet: Beispielsweise läuft sie schneller, wird unverwundbar, springt höher oder schießt genauer. Im Unterschied zu dauerhaften Upgrades hält die Wirkung von Power-ups meistens nur für eine begrenzte Zeit an. Sie werden oft durch einfache Berührung aufgenommen und sofort automatisch aktiviert, können in manchen Spielen aber auch in einem Inventar gesammelt und später bei Bedarf eingesetzt werden. Power-ups kommen in vielen Computerspielgenres vor, besonders häufig in Actionspielen und Jump ’n’ Runs.

## Beispiele

### Jump ’n’ Run

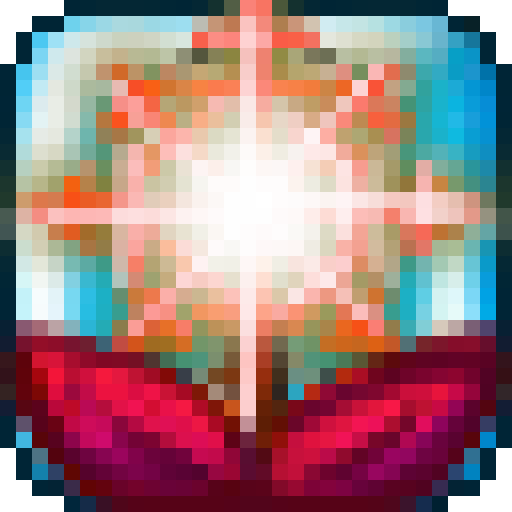
Mit diesem Power-Up (Feuerblume) kann SuperTux Feuerbälle werfen

Ein Beispiel für Power-ups ist der Super-Pilz aus den Super-Mario-Spielen von Nintendo, nach dessen Einsammeln die Spielfigur Mario in eine größere und stärkere Form wechselt.
Das Extraleben (verbreitet im Genre Jump ’n’ Run), welches dem Spieler bei Aufnehmen ein zusätzliches Leben schenkt, kann ebenfalls als spezielles Power-up betrachtet werden. Häufig wird dieses jedoch auch bei Erreichen bestimmter Punktestände (Highscores) vergeben.

### Action-Spiele
Auch im Ego-Shooter spielen Power-ups eine Rolle, dort besonders im Mehrspielermodus. In vielen Spielen kommen schadensvervielfachende Power-ups vor (Quad-Damage in der Quake-Serie, Double-Damage in der Unreal-Serie), auch Unsichtbarkeit, erhöhte Laufgeschwindigkeit und Regeneration der Lebensenergie sind häufig auftretende Formen.
Eine Sonderform von Power-ups in Egoshootern sind so genannte Runen (je nach Spiel auch Techs, Relics oder Artefacts genannt). Runen behalten ihre Wirkung dauerhaft, bis der Träger stirbt, woraufhin ein anderer Spieler die dann fallengelassene Rune aufnehmen kann. In einigen Spielmodi (z. B. Threewave Classic CTF für Quake III Arena) können die Spieler ihre Runen auch jederzeit an Mannschaftsmitglieder abgeben, um einen flexiblen taktischen Einsatz zu ermöglichen. Durch die unterschiedlichen Runen entsteht eine Differenzierung, die in abgemilderter Form dem Konzept von unterschiedlichen Klassen in Spielen wie Team Fortress ähnelt. Runen kommen vor allem in klassischen CTF-Spielmodi zur Anwendung.